# Адолф Кетле
Ламбер Адо̀лф Жак Кетлѐ (на френски: Lambert Adolphe Jacques Quetelet) е белгийски статистик, астроном и математик.

## Биография
Роден е на 22 февруари 1796 година в Гент, Франция, в семейството на общински чиновник от френски произход. През 1819 година завършва математика в Гентския университет, след което участва в основаването на астрономическа обсерватория в Брюксел, преподава в различни училища. Публикува изследвания в областта на статистиката, криминологията и антропометрията.
Адолф Кетле умира на 17 февруари 1874 година в Брюксел на 77-годишна възраст.